# Windows-1258
| 0874  | Thai                          |
| 0932  | Japanisch                     |
| 0936  | Vereinfachtes Chinesisch      |
| 0949  | Koreanisch                    |
| 0950  | Traditionelles Chinesisch     |
| 1200  | Unicode UTF-16, little endian |
| 1201  | Unicode UTF-16, big endian    |
| 1250  | Mitteleuropäisch              |
| 1251  | Kyrillisch                    |
| 1252  | Westeuropäisch                |
| 1253  | Griechisch                    |
| 1254  | Türkisch                      |
| 1255  | Hebräisch                     |
| 1256  | Arabisch                      |
| 1257  | Baltisch                      |
| 1258  | Vietnamesisch                 |
| 12000 | Unicode UTF-32, little endian |
| 12001 | Unicode UTF-32, big endian    |
| 65000 | Unicode UTF-7                 |
| 65001 | Unicode UTF-8                 |

Windows-1258 ist eine 8-Bit-Zeichenkodierung des Windows-Betriebssystems. Sie deckt die Orthographie der vietnamesischen Sprache ab.
Da diese Orthographie insgesamt 134 Zeichen außer den ASCII-Zeichen verwendet, ist eine einfache Erweiterung des ASCII-Zeichensatzes auf 8-Bit nicht möglich. Windows-1258 löst dieses Problem durch die Verwendung kombinierender Zeichen, die sich mit den Basiskonsonanten verbinden und so die nötigen Kombinationen erzeugen. Der Zeichensatz selber basiert größtenteils auf Windows-1252, enthält jedoch außer den Diakritiken einige weitere vietnamesische Buchstaben und Zeichen.
Die folgende Tabelle zeigt das Repertoire von Windows-1258. Diakritische Zeichen sind rot markiert, weitere Unterschiede zu Windows-1252 gelb. Unbelegte Positionen sind grün markiert.
| Code | …0   | …1  | …2  | …3  | …4  | …5  | …6  | …7  | …8  | …9 | …A  | …B  | …C | …D  | …E | …F  |
| ---- | ---- | --- | --- | --- | --- | --- | --- | --- | --- | -- | --- | --- | -- | --- | -- | --- |
| 0…   | NUL  | SOH | STX | ETX | EOT | ENQ | ACK | BEL | BS  | HT | LF  | VT  | FF | CR  | SO | SI  |
| 1…   | DLE  | DC1 | DC2 | DC3 | DC4 | NAK | SYN | ETB | CAN | EM | SUB | ESC | FS | GS  | RS | US  |
| 2…   | SP   | !   | "   | #   | $   | %   | &   | '   | (   | )  | *   | +   | ,  | -   | .  | /   |
| 3…   | 0    | 1   | 2   | 3   | 4   | 5   | 6   | 7   | 8   | 9  | :   | ;   | <  | =   | >  | ?   |
| 4…   | @    | A   | B   | C   | D   | E   | F   | G   | H   | I  | J   | K   | L  | M   | N  | O   |
| 5…   | P    | Q   | R   | S   | T   | U   | V   | W   | X   | Y  | Z   | [   | \  | ]   | ^  | _   |
| 6…   | `    | a   | b   | c   | d   | e   | f   | g   | h   | i  | j   | k   | l  | m   | n  | o   |
| 7…   | p    | q   | r   | s   | t   | u   | v   | w   | x   | y  | z   | {   | \| | }   | ~  | DEL |
| 8…   | €    |     | ‚   | ƒ   | „   | …   | †   | ‡   | ˆ   | ‰  |     | ‹   | Œ  |     |    |     |
| 9…   |      | ‘   | ’   | “   | ”   | •   | –   | —   | ˜   | ™  |     | ›   | œ  |     |    | Ÿ   |
| A…   | NBSP | ¡   | ¢   | £   | ¤   | ¥   | ¦   | §   | ¨   | ©  | ª   | «   | ¬  | SHY | ®  | ¯   |
| B…   | °    | ±   | ²   | ³   | ´   | µ   | ¶   | ·   | ¸   | ¹  | º   | »   | ¼  | ½   | ¾  | ¿   |
| C…   | À    | Á   | Â   | Ă   | Ä   | Å   | Æ   | Ç   | È   | É  | Ê   | Ë   | ◌̀  | Í   | Î  | Ï   |
| D…   | Đ    | Ñ   | ◌̉   | Ó   | Ô   | Ơ   | Ö   | ×   | Ø   | Ù  | Ú   | Û   | Ü  | Ư   | ◌̃  | ß   |
| E…   | à    | á   | â   | ă   | ä   | å   | æ   | ç   | è   | é  | ê   | ë   | ◌́  | í   | î  | ï   |
| F…   | đ    | ñ   | ◌̣   | ó   | ô   | ơ   | ö   | ÷   | ø   | ù  | ú   | û   | ü  | ư   | ₫  | ÿ   |